# Manitoga
Manitoga wird das Grundstück mit dem in Moderner Architektur und im Sinne der Nachhaltigkeit errichteten Haus und Studio des Industriedesigners Russel Wright und seiner Frau Mary in Garrison, New York genannt. Das Haus selbst wird als Dragon Rock bezeichnet. Benannt wurde es durch die Tochter der Wrights, Anne Wright. Das Anwesen befindet sich an der 584 Route 9D. Haus und Studio sind heute ein Museum und können, wie auch der Waldgarten, besichtigt werden. Die Anlage wurde im November 1996 als Historic District in das National Register of Historic Places eingetragen. Manitoga hat seit Februar 2006 den Status eines National Historic Landmarks.

## Beschreibung

### Manitoga
Russel und Mary Wright erwarben 1942 ein etwa 30,35 ha (75 Acre) großes Grundstück, welches ein ehemaliger Steinbruch war, der im Jahr 1910 aufgegeben wurde, in Garrison am Ostufer des Hudson Rivers. Sie nannten es Manitoga, ein aus der Sprache der Algonquin entnommenes Wort für „Ort von großem Geist“. Nach dem Tod seiner Frau Mary im Jahr 1952 baute Wright das Haus wie geplant im Stil der Moderne weiter, als Alterssitz für sich und für seine Tochter Anne, mit einem Studio und sie formten den Garten zu einem Waldgarten. Das Haus Dragon Rock mit seinem begrünten Dach, errichtet aus Glas, Stein und Holz passt sich perfekt der Umgebung an. Es wurde am Rand des verlassenen Steinbruchs errichtet. Die ehemalige Grube wurde zu einem Wasserbecken aufgestaut. Direkt am Rand dieser Grube wurden das Wohnhaus und das Studio errichtet. Das Grundstück wurde während der Nutzung als Steinbruch gerodet, somit war kein alter Waldbestand vorhanden und es wurden Gruben angelegt, in denen die Steine abgebaut wurden. Mehrere Bäche durchfließen das Gelände. Ein Bach wurde von Wright umgeleitet und stürzt als etwa 9 Meter hoher Wasserfall in das Steinbecken am Haus. Der Waldgarten wird von mehr als 6 km langen Wanderwegen, mit Blicken auf den Hudson River, durchzogen. Er besteht zudem aus Teichen, Felsbrocken, Lorbeerfeldern und einer Wiese mit Wildblumen.
Wright lebte in dem Haus ab Mitte der 1960er Jahre gemeinsam mit seiner Tochter Anne, bis zu seinem Tod im Jahr 1976. Bereits im Jahr 1975 vermachten er und seine Tochter das Grundstück mit dem Haus der Nature Conservancy.

### Dragon Rock
Das Wohnhaus und das Studio sind durch eine Pergola verbunden. Fertiggestellt wurden die Gebäude im Jahr 1960. Die Entwürfe stammten von Wright, das New Yorker Architekturbüro David Leavitt fertigte unter seiner Aufsicht die Konstruktionszeichnungen an. Ursprünglich war es nur als Wochenendhaus geplant, jedoch verbrachte Wright später die meiste Zeit dort und es war sein Hauptwohnsitz in den letzten Jahren seines Lebens.
Die Gebäude wurden direkt in den Steinbruch gebaut. Teile des Granitfelsens bilden das Fundament und den Fußboden der unteren Räume. Von der Struktur her ist es rechteckig angelegt, folgt der Form der Klippe. Errichtet wurde das Haus aus dem Holz der Weymouth-Kiefer. Die Außenhaut ist eine Kombination aus festen und verschiebbaren Glasscheiben, Sperrholzplatten und Eisenbahnschwellen. Die Flachdächer sind aus Aluminium und Kies, teilweise bepflanzt mit Sedum und verfügen über tiefe Dachrinnen mit sichtbaren Sparren.

#### Studio
Wrights bevorzugter Aufenthaltsort war das Studio. Es liegt am östlichen Ende des Komplexes. Es ist ein rechteckiges Gebäude mit viel Stauraum unterhalb. Es ist einstöckig und besteht aus einem Arbeitszimmer mit Schlafzimmer und einem kleinen Gästezimmer, einem Bad und Flur. Durch die Lage am Rand des Steinbruchs ist der Arbeitsbereich mit Blick Richtung Norden fast ebenerdig, alle Zimmer haben einen südlichen Blick auf den Steinbruch und verfügen über eine Terrasse aus Stein. Eingerichtet ist das Arbeitszimmer mit niedrigen Einbauschränken aus Resopal, Schreibtisch, Zeichentisch und einem Sofa. Die Böden bestehen aus Eichendielen. Die Decke ist dunkelgrün lackiert und mit Stuck, bestehend aus Zweigen und Anhäufungen von Tannannadeln über einem Metallpaneel, verziert. Offene Holzregale teilen Schlafzimmer vom Arbeitszimmer. Im Arbeitszimmer sind weiße Rollos vor den Fenstern angebracht, im Schlafzimmer Holzjalousien. Ein Großteil der Einrichtung entstammt seinem eigenen Design. Im Bad befinden sich Borde aus Zedernholz, eine Badewanne und ein Waschbecken, die in Holzschränken eingebaut sind. Die Tür zum Gästezimmer ist mit Birkenrinde verkleidet. Im Zimmer sind Einbauschränke verbaut.

#### Wohnhaus

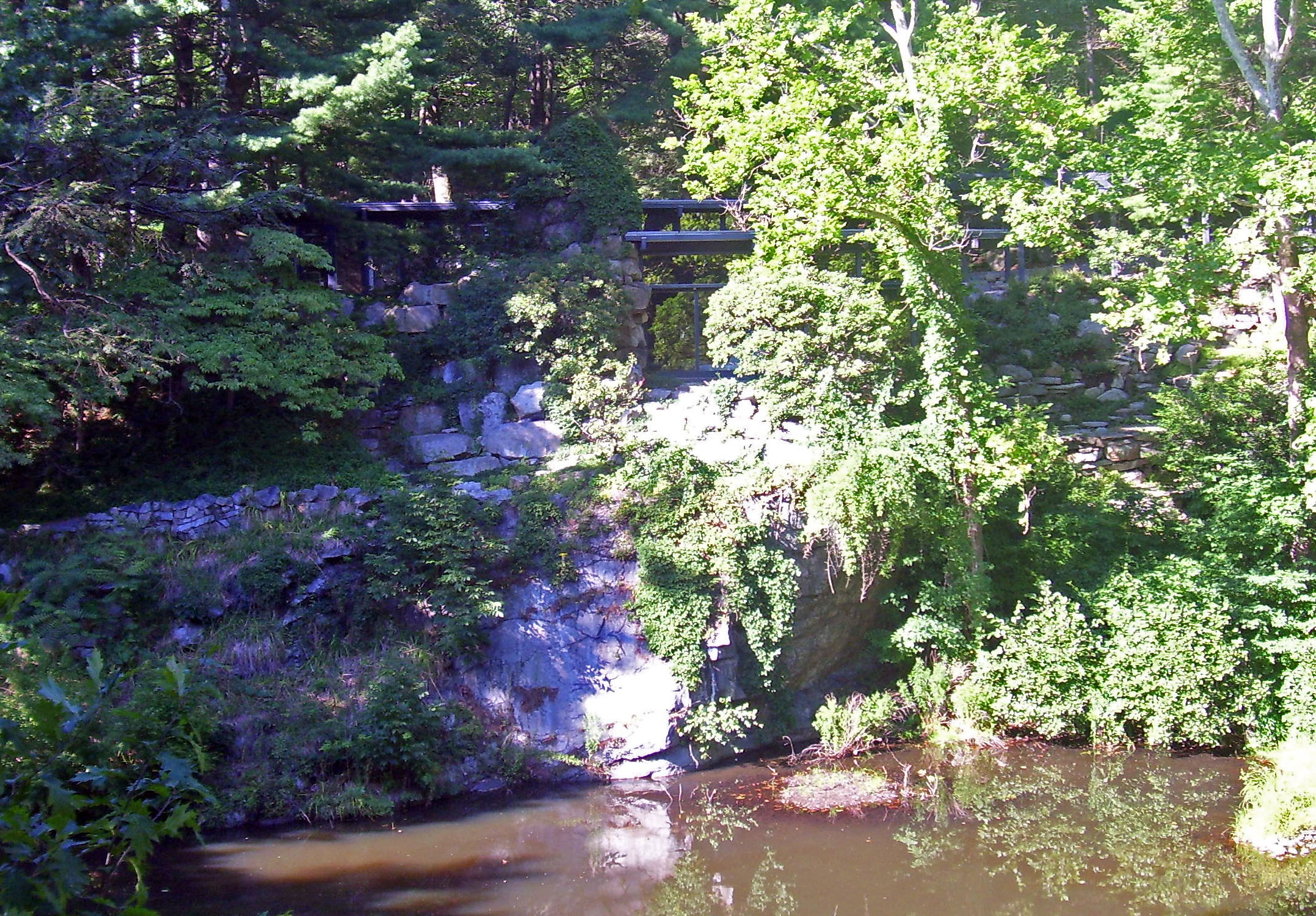
Blick auf Dragon Rock

Das Wohnhaus teilt sich in einen öffentlichen und einen privaten Bereich. Zum öffentlichen Raum gehören der Wohnraum mit Küche, Wohnzimmer, Esszimmer und Bad, der private Bereich im Westteil des Hauses besteht aus einem kleinen Flügel mit Schlafzimmern für Wrights Tochter Anne und einer Haushälterin, einem Bad und einer privaten Terrasse.
Die Schlafräume und das Bad besitzen raumhohe Fenster mit Blick auf den Steinbruch. Betreten wird das Haus durch eine Tür auf der Rückseite und einen schmalen Flur, der zum Kernbereich führt. Von dort geht es über eine Treppe zum Wohnbereich und Keller sowie über einen langen Flur zum Schlaftrakt. Der Fußboden im Keller besteht aus dem Granit des Felsens, auf dem sich das Haus befindet. Der größte Raum in diesem Teil des Hauses ist das Schlafzimmer von Anne Wright. Die Böden der Schlafräume bestehen aus einem Holzparkett, die verschiebbaren Türen der Schränke in diesen Räumen sind aus Kunststoff mit integrierten Pflanzenmaterialien. Die Wände im Schlafzimmer von Anne sind mit einer rosafarbenen Metallfolie verkleidet und die Wände im Raum der Haushälterin mit Baumwolle, in die Lavendel eingewebt wurde. In beiden Räumen befinden sich Einbaumöbel, die Rückseite eines eingebauten Sofas im Zimmer von Anne konnte in ein Etagenbett umgebaut werden. Das Badezimmer verfügt über eine Badewanne, daneben befinden sich raumhohe Fenster, die geöffnet werden können und damit den Eindruck erwecken im Freien zu Baden. Das Wasser fließt über einen kleinen, aus Stein gebauten Wasserfall in die Wanne. Die Wanne und Böden bestehen aus Murano-Glasfliesen in fünf Blau-Schattierungen mit blauem Mörtel. Ein Panel des Raumes verfügt über eine Sammlung von Schmetterlingen in verschiedenen Farben und Größen, während ein anderes Blätter und Blüten beinhaltet.
Die größte Fläche des Hauses wird durch die Wohnfläche eingenommen. Die Innenräume sind über fünf Ebenen verteilt. Betreten wird das Haus von der Rückseite. Über eine Treppe gelangt man in einen großen offenen Raum mit weitem Blick. Weiter befinden sich von oben nach unten eine Höhle, die als Multifunktions- und Haushaltsraum dient, Bad, ein Wohnbereich über zwei Ebenen und ein Esszimmer sowie eine Küche. Der Granitfelsen dient als zentrales Strukturelement und Granit wurde im Kamin, den Böden, der Treppe und außerhalb des Hauses auf der Terrasse verbaut. Die Südwand besteht fast vollständig aus Glas und verfügt über Schiebetüren zur Terrasse und zur Treppe zum Studio und zum See. Ein bedeutendes Gestaltungselement des Essbereiches ist die massive Zeder, die dem Gebäude als primärer vertikaler Stützpfeiler dient. Eine Treppe aus Beton und Granitblöcken verbindet den Essraum mit dem Wohnraum und dem Küchenbereich.

### Waldgarten
Der Waldgarten besteht im Wesentlichen aus dem Steinbruch, den Wanderwegen, die ausgehend vom Wohnhaus und Steinbruch den Waldgarten durchziehen, den Wasserläufen, speziellen „Gartenzimmern“ und dem Hudson River, der entlang der Westgrenze fließt. Primäre Achse des Waldgartens ist der Bach, den Wright umgelenkt hat, um das Steinbruchbecken am Haus zu füllen und der den Wasserfall bildet, der in das Steinbruchbecken stürzt. Die Wirkung des Waldgartens ist eine natürliche, jedoch wurde er komplett angelegt. Selektiv wurden Lichtungen, Pflanzungen, Einebnungen und weitere Änderungen im vorhandenen Gelände vorgenommen. Als Wright das Gelände kaufte, war es mit Brombeersträuchern und anderer Vegetation überwuchert. Zudem musste er es von den Resten der industriellen Nutzung säubern. Er leitete einen Bach um, staute das Becken auf und ließ einen großen Granitblock im Becken als künstliche Insel platzieren.
Wright pflanzte einheimische Pflanzen wie Weinreben oder Lilien an. Über die Bäche baute er Brücken oder legte Trittsteine ein, er ließ einige Spuren der früheren Verwendung des Grundstücks übrig, Markierungen von Sprengungen oder auch Kabelhaken in einem Felsen blieben erhalten. Er pflanzte die Hemlocktanne an, um Effekte in Farbe und Struktur zu schaffen. Das Holz der Hemlocktanne wurde ebenfalls benutzt, um Akzente beim Bau des Hauses zu setzen. Zudem schuf er Landschaften mit dominanten Ansammlungen bestimmter Pflanzen. Schierling, Berglorbeer und Farne dominieren das Unterholz, natürliche Elemente wurden von ihm angeordnet, um entsprechende Szenen zu bilden.
Auch der Steinbruch wurde mit Anpflanzungen von Lilien, Lorbeer, Birken und Moosen versehen. Zwei Gartenzimmer in der Nähe des Steinbruchs wurden angelegt, sie bieten direkten Blick auf Haus und Studio. Weitere Gartenzimmer sind der Quadruple Oaks und das Four Corners. Am Four Corners treffen alle Hauptwege zusammen. In den Gartenzimmern wachsen Wildblumen, wie der Frauenschuh und sie sind geprägt von Formen und Gerüchen, es sind Orte, an denen der in großen Mengen ausgesäte wilde Thymian in den Geröllfeldern wächst. Doch es gibt auch Zimmer die geprägt sind von Lorbeer und umschlossen von Schierling.